# Bouraouïa Marzouk
Pour les articles homonymes, voir Marzouk.
Bouraouïa Marzouk est une actrice franco-tunisienne.

## Filmographie

### Longs métrages
- 2007 : La Graine et le Mulet d'Abdellatif Kechiche
- 2009 : Vénus noire d'Abdellatif Kechiche
- 2010 : Mon père est femme de ménage de Saphia Azzeddine
- 2011 : La mort de Carlos Gardel de Solveig Nordlund
- 2012 :
  - Où est mon père ? (Winou Baba) de Jilani Saadi
  - Millefeuille de Nouri Bouzid
- 2013 :
  - La Vie d'Adèle d'Abdellatif Kechiche
  - La Marche de Nabil Ben Yadir
- 2014 : Papa was not a Rolling Stone de Sylvie Ohayon
- 2015 : Libre (Horra) de Moez Kamoun (ar)
- 2018 : L'Ordre des médecins de David Roux
- 2019 : Jusqu'ici tout va bien de Mohamed Hamidi
- 2021 :
  - Une histoire d'amour et de désir de Leyla Bouzid
  - Rose de Aurélie Saada
- 2024 : Barbès, Little Algérie de Hassan Guerrar
- 2025 : Sur la route de papa de Nabil Aitakkaouali et Olivier Dacourt

### Moyens métrages
- 2010 : Du Fil à retordre de Leyla Bouzid

### Courts métrages
- 2008 :
  - Chambre à part de Leyla Bouzid
  - Er-Rabii de Saïd Hamich
- 2009 :
  - Le Pont d'Ali Hassouna
  - Omar de Sébastien Gabriel
- 2010 : Un ange passe de Leyla Bouzid
- 2011 : Soubresauts (Mkhobbi fi kobba) de Leyla Bouzid
- 2013 :
  - Gamine de Leyla Bouzid
  - Mon enfant de Meriem Amari